# Slovenska vas, Kočevje
Slovenska vas je naselje v občini Kočevje.